# Elisabeth Schumacher

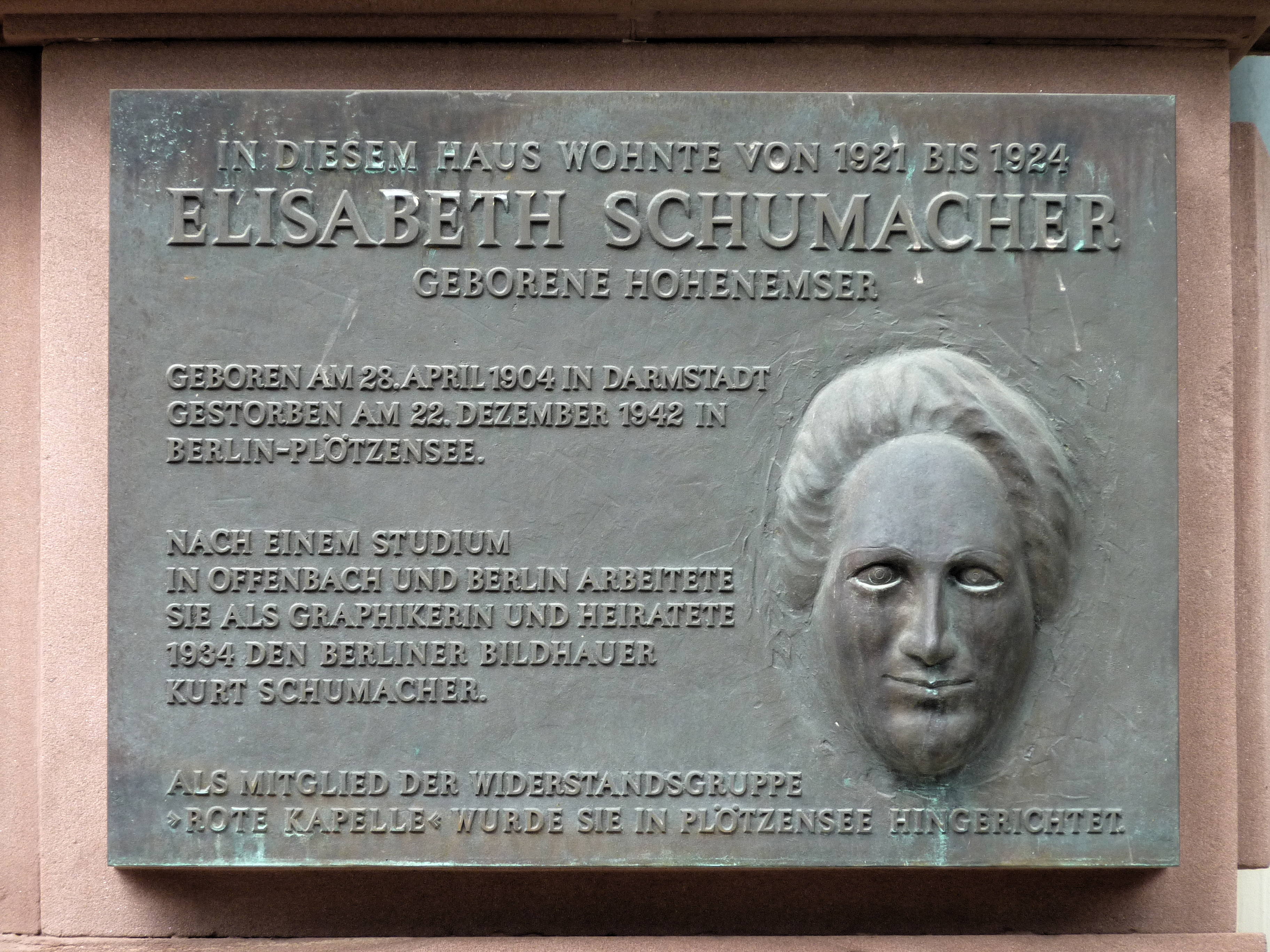
Gedenktafel für Elisabeth Schumacher in Frankfurt, am Haus Kettenhofweg 46

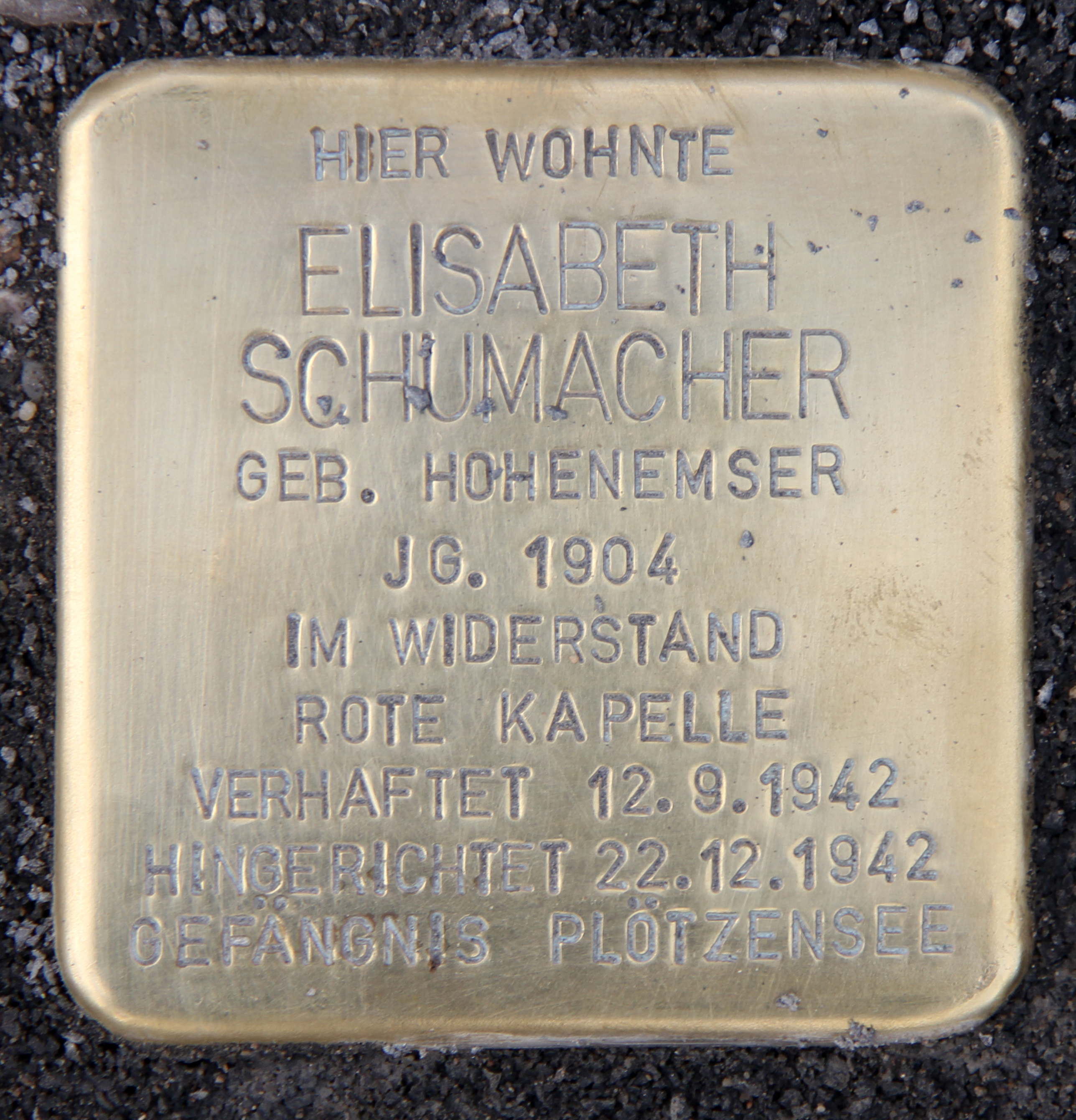
Stolperstein, Werner-Voß-Damm 42, in Berlin-Tempelhof

Elisabeth Schumacher geb. Hohenemser (* 28. April 1904 in Darmstadt; † 22. Dezember 1942 in Berlin-Plötzensee) war eine deutsche Grafikerin und Widerstandskämpferin; sie gehörte zum Kreis der Roten Kapelle.

## Leben
Elisabeth wurde als Tochter des Ingenieurs Fritz Hohenemser geboren, der einer evangelisch-reformiert getauften, ehemals jüdischen Bankiersfamilie aus Frankfurt am Main entstammte. Die Mutter war christlicher Herkunft und stammte aus Georgenthal. 1914 zog die Familie von Straßburg nach Frankfurt am Main.
Fritz Hohenemser starb am 23. Oktober 1914 als Soldat im Ersten Weltkrieg. Mit Mutter und vier Geschwistern übersiedelte Elisabeth darauf nach Meiningen.
Ab 1921 war sie wieder in Frankfurt und studierte mit Unterbrechungen bis 1925 an der Kunstgewerbeschule Offenbach. Bis 1928 arbeitete sie in einem Kunstgewerbeatelier, um anschließend bis 1933 in Berlin an den Vereinigten Staatsschulen für Freie und Angewandte Kunst in der Grafikklasse bei Ernst Böhm zu studieren. Nach Abschluss des Studiums war sie für das Deutsche Arbeitsschutzmuseum in Berlin tätig, wo sie Libertas Haas-Heye kennenlernte. Wegen der Nürnberger Gesetze galt sie als „Halbjüdin“. Dadurch hatte sie keine Chance auf eine feste Anstellung und konnte später nur noch freiberuflich arbeiten.
1934 heiratete Elisabeth Hohenemser den Bildhauer Kurt Schumacher, kurz bevor sie aus ihrer Atelierwohnung in der Prinz-Albrecht-Straße ausziehen mussten. Das Ehepaar schloss sich dem Freundeskreis um Libertas und Harro Schulze-Boysen an, der später „Rote Kapelle“ genannt wurde. Während des Spanischen Bürgerkrieges wurden geheime Materialien der deutschen Luftwaffe von Schulze-Boysen an die Gruppe weitergeleitet und besprochen und von Elisabeth Schumacher kopiert und miniaturisiert. Die Gruppe beteiligte sich auch an der illegalen Verteilung von Flugblättern und dokumentierte Verbrechen des NS-Regimes.
Elisabeth Schumacher verbreitete selbst illegale Widerstandsschriften und versuchte, jüdische Angehörige vor der Deportation schützen. Das Ehepaar Schumacher war im Frühjahr 1941 an dem Versuch beteiligt, die Sowjetunion vor dem deutschen Angriff zu warnen. Am 8. April 1942 versuchte Elisabeth Schumacher zusammen mit Philipp Schaeffer ihren Onkel, den jüdischen Musikwissenschaftler Richard Hohenemser und dessen Frau Alice zu retten, die sich aus Verzweiflung über die Judenverfolgung mit Gas in ihrer Wohnung das Leben nahmen. Der Rettungsversuch misslang, weil der Hausmeister sie nicht in die Wohnung der Hohenemsers ließ und Philipp Schaeffer beim Versuch, sich von oben zur Wohnung abzuseilen, abstürzte. Das Ehepaar Schumacher nahm im August 1942 den Kommunisten Albert Hößler auf, der seit den 1930er Jahren in der Sowjetunion lebte und mit dem Fallschirm über Deutschland abgesprungen war, um die Widerstandsgruppe bei der Übermittlung von Informationen in die Sowjetunion zu unterstützen.

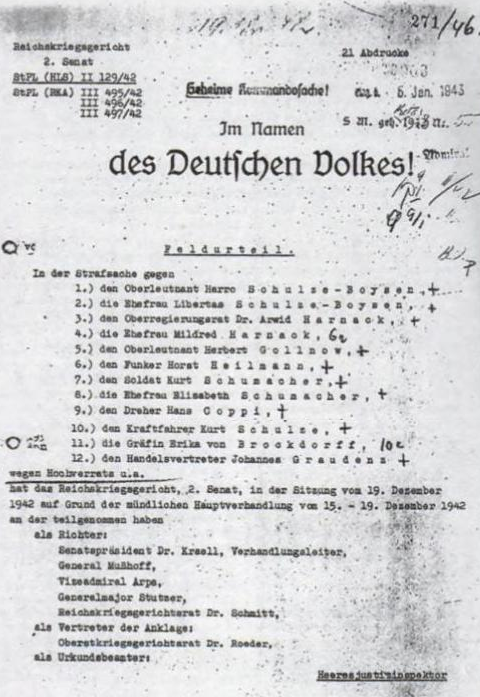
„Feldurteil“ des Reichskriegsgerichts vom 19. Dezember 1942

1942 wurden nach Entschlüsselung eines Funkspruchs zahlreiche Menschen aus diesen Widerstandskreisen verhaftet. Am 12. September 1942 erfolgte auch die Festnahme von Elisabeth Schumacher in ihrer Wohnung. Wie ihr Mann wurde sie vom Reichskriegsgericht am 19. Dezember 1942 wegen „Vorbereitung zum Hochverrat“, „Landesverrat“ und weiterer politischer Vergehen zum Tode verurteilt.
Elisabeth Schumacher starb am 22. Dezember 1942 unter dem Fallbeil im Strafgefängnis Berlin-Plötzensee. Eine Dreiviertelstunde vor ihr war dort ihr Mann erhängt worden.

## Zitat
„Dieser Krieg nimmt immer wahnwitzigere Formen an.“ (Elisabeth Schumacher im März 1941)

## Ehrungen
- Seit den 1980er Jahren befindet sich eine steinerne Gedenktafel für Elisabeth am Wohnhaus Schulstraße 4 in Meiningen, in dem sie von 1915 bis 1921 mit Mutter und Geschwistern lebte. Die Schulstraße wurde 2019 Elisabeth zu Ehren in „Elisabeth-Schumacher-Straße“ umbenannt.
- In Frankfurt am Main, Kettenhofweg 46, einem Haus, in dem Elisabeth Schumacher von 1921 bis 1924 wohnte, wurde 1994 eine Bronzetafel mit ihrem Portrait angebracht.[2]
- 1969 wurde sie postum mit dem sowjetischen Orden des Vaterländischen Krieges I. Klasse geehrt.[3][4]
- Nach dem Zweiten Weltkrieg wurde eine Verbindungsstraße im Leipziger Osten (Sellerhausen/Paunsdorf) nach ihr benannt.
- In ihrem Geburtsort Darmstadt ist eine Straße nach ihr benannt.
- Am 25. September 2015 wurde vor ihrem ehemaligen Wohnort, Berlin-Tempelhof, Werner-Voß-Damm 42, ein Stolperstein verlegt.